# Teatro Verdi (Salerno)

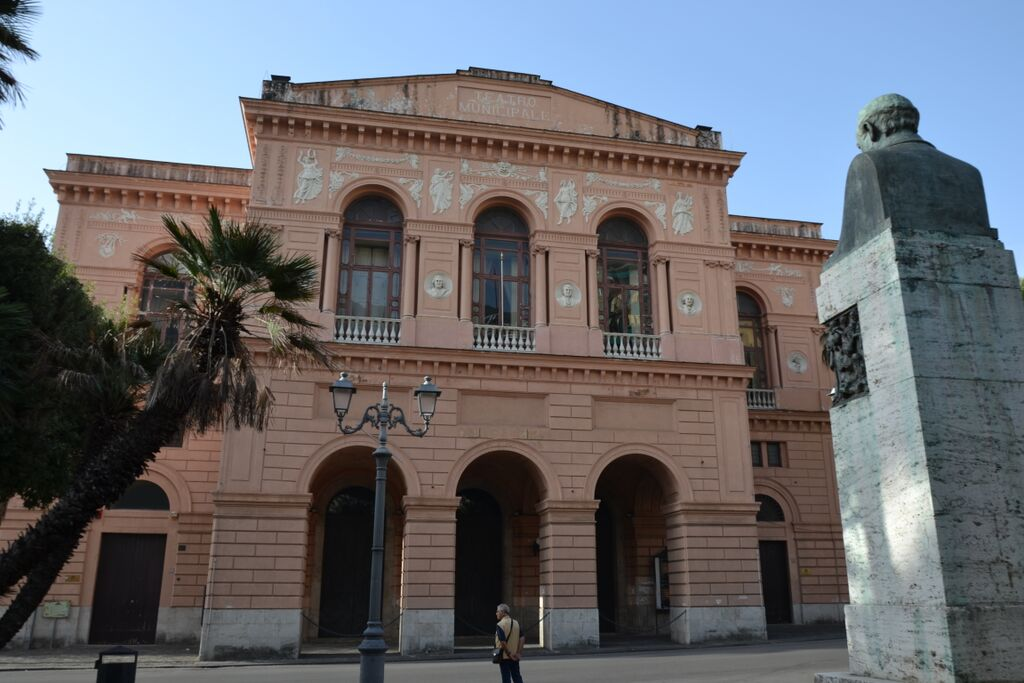
Teatro municipale Giuseppe Verdi Salerno

Das Teatro Verdi ist das ab 1863 errichtete und 1872 eingeweihte Opernhaus der italienischen Stadt Salerno.

## Bau und Architektur
Das Bauprojekt wurde unmittelbar nach der Herstellung der italienischen Einheit von Matteo Luciani, dem ersten Bürgermeister der Stadt, ins Leben gerufen. Der architektonische Entwurf basierte auf jenem des Teatro San Carlo in Neapel, das Haus ist jedoch erheblich kleiner. Der Bühnenvorhang, auf dem die Flucht der Sarazenen aus Salerno 871 dargestellt ist, wurde von Domenico Morelli angefertigt und wird zuweilen als der „schönste existierende in Italien“ bezeichnet.
Die Einweihung erfolgte 1872 mit Rigoletto. Der Name Verdi wurde dem Theater erst nach dessen Tod 1901 gegeben.
Heute hat das Theater eine Kapazität von 610 Plätzen.